# Liste de records du monde féminins du 3 000 mètres en patinage de vitesse sur piste courte
Cette page contient l'historique des records du monde féminins du 3 000 m en patinage de vitesse sur piste courte tels qu'ils sont reconnus par l'Union internationale de patinage.
| Nom                | Temps          | Date            | Lieu     |
| ------------------ | -------------- | --------------- | -------- |
| Hiromi Takeuchi    | 5 min 37 s 47  | 14 avril 1983   | Nagoya   |
| Maria Rosa Candido | 5 min 18 s 33  | 17 janvier 1988 | Budapest |
| Kim So-hee         | 5 min 11 s 76  | 24 février 1995 | Jaca     |
| Chun Lee-kyung     | 5 min 2 s 18   | 19 mars 1995    | Gjøvik   |
| Choi Eun-kyung     | 5 min 1 s 976  | 22 octobre 2000 | Calgary  |
| Jung Eun-ju        | 4 min 46 s 983 | 15 mars 2008    | Harbin   |